# Ioan Slavici
Ioan Slavici (Arad, 18 gennaio 1848 – Vrancea, 17 agosto 1925) è stato uno scrittore rumeno.
Dopo aver studiato a Budapest, diresse la Tribuna dal 1884 al 1890 con Ion Luca Caragiale e George Coșbuc e il Focolare dal 1894 al 1896. 
Fu apprezzato autore di drammi storici e novelle, come Il mulino della fortuna.